# William Allmond Codrington Goode
Sir William Allmond Codrington Goode GCMG (* 8. Juni 1907 in London; † 15. September 1986) war ein britischer Kolonialbeamter, Barrister und letzter Kolonialgouverneur von Singapur und Nord-Borneo.

## Leben
Goode wurde im Stadtteil Twickenham von London geboren und besuchte die Oakham School in Oakham sowie das Worcester College in Oxford. Er war Barrister der Anwaltskammer Gray’s Inn. 1931 ging er in die Föderierten Malaiischen Staaten und arbeitete dort in Pahang und Selangor. 1939 wurde er Assistenzfinanzsekretär. Zu Beginn des Zweiten Weltkriegs trat er in Singapur in die Kolonialmiliz der Straits Settlements (Straits Settlements Volunteer Force) ein, erreichte den Rang eines Lance Corporal, geriet 1942 in japanische Kriegsgefangenschaft und wurde für den Bau der Thailand-Burma-Eisenbahn, die über die Brücke am Kwai führt, ins Kriegsgefangenenlager Changi deportiert. 1945 wurde er aus der Kriegsgefangenschaft befreit. 1948 wurde er Sekretär im Wirtschaftsdepartment in der Malaiischen Union, war von 1949 bis 1953 Chief Secretary in der Kolonie Aden und 1950 bis 1951 Interimsgouverneur Adens. Er wurde 1952 zum Companion des Order of St. Michael and St. George (CMG) ernannt. 1953 kehrte er zurück nach Singapur und war dort bis 1957 Chief Secretary. Während dieser Zeit amtierte er vom 2. bis zum 30. Juni 1955 als Gouverneur Singapurs und vertrat Sir Robert Brown Black, von dem er am 9. Dezember 1957 die Amtsgeschäfte als dessen offizieller Nachfolger übernahm. 1957 wurde er als Knight Commander des Order of St. Michael and St. George (KCMG) geadelt. 1958 wurde er auch zum Knight des Order of St. John (KStJ) ernannt. Goode war der letzte Gouverneur, bevor Singapur am 3. Juni 1959 selbstregierte Kronkolonie wurde und verwaltete das Land noch als sogenannter „Yang di-Pertuan Negara“ (malaiischer Begriff für das Staatsoberhaupt) bis zum Regierungsantritt des ersten Präsidenten Yusof bin Ishak am 1. Dezember des gleichen Jahres. Im Anschluss übernahm er 1960 die Gouverneursgeschäfte in Nord-Borneo. Mit der Eingliederung Sarawaks, Sabahs und Singapurs in die Malaiische Union endete 1963 seine Amtszeit, als Mustapha bin Harun als erster Gouverneur Sabahs 1963 sein Amt antrat. Im gleichen Jahr wurde Goode zum Knight Grand Cross des Order of St. Michael and St. George (GCMG) geschlagen und setzte sich kurz darauf in Berkshire zur Ruhe. In erster Ehe hatte er 1938 Mary Harding († 1947) und 1950 in zweiter Ehe Ena Mary McLaren geheiratet.